# Daniel Navarro
Daniel Navarro Garcia (* 18. Juli 1983 in Salamanca) ist ein ehemaliger spanischer Radrennfahrer.

## Karriere
Daniel Navarro begann seine Karriere 2005 bei dem spanischen ProTeam Liberty Seguros-Würth, nachdem er vorher ein Jahr für deren Farmteam fuhr. Mit dem Etappensieg beim Critérium du Dauphiné Libéré 2010 feierte er seinen ersten internationalen Sieg. Er war einer der Helfer von Alberto Contador bei seinen Siegen bei der Tour de France 2010 und dem Giro d’Italia 2011.
Navarro wechselte 2013 zu Cofidis, für das er als Kapitän bei der Tour de France 2013 startete und in der Gesamtwertung Neunter wurde. Die Vuelta a España 2014 beendete er als Gesamtzehnter und gewann eine Etappe.
Nach einem Jahr beim Team Katusha Alpecin 2019 fuhr er 2020 für Israel Start-Up Nation. Er erhielt für die Saison 2021 dort keinen neuen Vertrag und fand zunächst keine neuen Mannschaft. Im März 2021 wurde dann durch Burgos-BH die Verpflichtung von Navarro bekannt gegeben. Er soll dort den jüngeren Fahrern Sicherheit geben. In seinen letzten drei Saisonen bestritt er jeweils die Vuelta a España und konnte im Jahr 2023 gemeinsam mit seinen Teamkollegen das Mannschaftszeitfahren des GP Beiras e Serra da Estrela gewinnen. Sein letztes Rennen bestritt Navarro im Alter von 40 Jahren bei der Trofeo Hogueras de San Juan - Memorial Domingo Canet.

## Erfolge
2010
- eine Etappe Critérium du Dauphiné Libéré

2012
- eine Etappe Tour de l’Ain

2013
- Gesamtwertung Vuelta a Murcia

2014
- eine Etappe Vuelta a España

## Grand-Tour-Platzierungen
| Grand Tour            | 2006 | 2007 | 2008 | 2009 | 2010 | 2011 | 2012 | 2013 | 2014 | 2015 | 2016 | 2017 | 2018 | 2019 | 2020 | 2021 | 2022 | 2023 |
| --------------------- | ---- | ---- | ---- | ---- | ---- | ---- | ---- | ---- | ---- | ---- | ---- | ---- | ---- | ---- | ---- | ---- | ---- | ---- |
| Giro d’ItaliaGiro     | 91   | –    | –    | 31   | –    | 44   | –    | –    | –    | –    | –    | –    | –    | DNF  | 48   | –    | –    | –    |
| Tour de FranceTour    | –    | DNF  | –    | –    | 49   | 62   | –    | 9    | DNF  | 66   | DNF  | 27   | 45   | –    | –    | –    | –    | –    |
| Vuelta a EspañaVuelta | –    | –    | –    | 13   | –    | –    | 55   | –    | 10   | 30   | –    | 81   | –    | 40   | –    | 24   | 44   | 39   |